# Patrick van der Meer
Patrick Adrie van der Meer (Wateringen, 23 de marzo de 1971) es un jinete neerlandés que compite en la modalidad de doma. Ganó una medalla de oro en el Campeonato Europeo de Doma de 2015, en la prueba por equipos.

## Palmarés internacional
| Campeonato Europeo | Campeonato Europeo   | Campeonato Europeo | Campeonato Europeo |
| Año                | Lugar                | Medalla            | Categoría          |
| ------------------ | -------------------- | ------------------ | ------------------ |
| 2015               | Aquisgrán (Alemania) | Medalla de oro     | Por equipos        |